# Hongshanopterus
Hongshanopterus is een geslacht van uitgestorven pterosauriërs behorend tot de Istiodactylidae dat leefde tijdens het Vroeg-Krijt in het gebied van het huidige China. De enige benoemde soort is Hongshanopterus lacustris.

## Vondst en naamgeving
De typesoort Hongshanopterus lacustris is in 2008 benoemd en beschreven door Wang Xiaolin, Diogenes de Almeida Campos, Zhou Zhonghe en Alexander Wilhelm Armin Kellner. De geslachtsnaam verbindt een verwijzing naar de antieke Hongshancultuur met een gelatiniseerd Oudgrieks pteron, 'vleugel'. De soortaanduiding is Latijn voor 'aan het meer'.
Het fossiel, holotype IVPP V14582, bestaat uit een schedel en vijf halswervels. De schedel is samengedrukt en van onderen zichtbaar. De vondst werd bij Dapinfang gedaan in de Jiufotangformatie in Liaoning die dateert uit het Aptien, ongeveer 120 miljoen jaar oud. Het stuk is geprepareerd door Li Yutong.

## Beschrijving
De spanwijdte van Hongshanopterus werd geschat op 1,8 à 1,9 meter, maar het exemplaar was nog niet geheel volgroeid — als pterosauriërs dat ooit al zijn.
De beschrijvers wisten enkele onderscheidende kenmerken vast te stellen. Het aantal tanden in de bovenkaken is hoog, tussen de vierendertig en achtendertig, meer dan bij welke andere bekende istiodactylide. De tandenrij beslaat iets over de helft van de schedellengte. Sommige tanden hellen duidelijk naar achteren. Het pterygoïde heeft op de onderzijde een naar voren en buiten wijzende richel.
De lengte van de schedel is 243,5 millimeter. Het profiel in onderaanzicht is lansvormig. De bovenkaken zijn zeer langgerekt en krommen vooraan naar elkaar toe tot een scherpe punt. De tanden, die tijdens het conserveringsproces naar binnen of buiten gedrukt werden en dus fraai zichtbaar zijn, hebben een driehoekige vorm en zijn kort, robuust, afgeplat en breed met een scherpe naar achteren gerichte punt die plots versmallend haakvormig afstaat van het hoofdlichaam van de tand. Het dier moet er zo'n 36 bezeten hebben, in de bovenkaken alleen, dus zeventien à negentien per zijde. De tanden staan vrij ver uit elkaar, waarbij de hiaten iets groter zijn dan de breedte van een tand. Ze zijn tamelijk gelijkmatig verdeeld. De tanden zijn niet ingesnoerd aan de basis. De meeste tanden zijn op zich niet bewaard gebleven. De tweede tand is duidelijk wat kleiner. Het quadratojugale heeft een bult op de onderzijde. Het kaakgewricht vormt een 'helix': de gewrichtsknobbels hebben een schuine scheiding die de onderkaak uiteen zou doen sperren bij opening. Dit verschilt van de situatie bij Istiodactylus. In het achterhoofd is het basisfenoïde breed met wijd uiteen staande processus basipterygoidei.
Door de wijze van preservering zijn de choanae, de interne neusgaten in de onderzijde van de neusholte, goed zichtbaar. Ze zijn zeer langwerpig en beslaan 27,8% van de schedellengte. Het verhemelte toont vooraan een kiel.
In de nek heeft de draaier krachtige uitsteeksels en is gepneumatiseerd getuige een foramen in de zijkant. Zulke foramina doorboren ook de zijden van de andere wervels. De doornuitsteeksels zijn lang.

## Fylogenie
Op grond van de tanden die drie uitsteeksels hebben op de kroon, wordt Hongshanopterus ondergebracht bij de Istiodactylidae. De tanden zijn niet beperkt tot het achterste derde van de kaak en dit primitieve kenmerk doet de beschrijvers Hongshanopterus beschouwen als het meest basale lid van de groep, waartoe naar hun mening ook Nurhachius ignaciobritoi, Istiodactylus sinensis, Longchengpterus zhaoi en, gezien de gelijksoortige tanden, ook Liaoxipterus brachyognathus behoren; de laatste soort wordt meestal bij de Ctenochasmatidae ondergebracht. Gezien de kleine omvang van Hongshanpeterus vergeleken met andere leden zou er in de groep een trend tot een toenemende lichaamsomvang bespeurbaar zijn.
De vorm van het verhemelte van Hongshanopterus bevestigt volgens de beschrijvers de nauwere verwantschap van de Istiodactylidae aan de Anhangueridae dan aan de Pteranodontidae.
In 2019 vond een studie Hongshanopterus als lid van de Istiodactyliformes.
|  | Haopterus    |
|  |              |
|  | Mimodactylus |
|  |              |

|                 | Nurhachius                                                     |
|                 |                                                                |
| Istiodactylinae | \| \| Istiodactylus \| \| \| \| \| \| Liaoxipterus \| \| \| \| |
|                 | \| \| Istiodactylus \| \| \| \| \| \| Liaoxipterus \| \| \| \| |
|                 | Istiodactylus                                                  |
|                 |                                                                |
|                 | Liaoxipterus                                                   |
|                 |                                                                |

|  | Istiodactylus |
|  |               |
|  | Liaoxipterus  |
|  |               |

|                 | Nurhachius                                                     |
|                 |                                                                |
| Istiodactylinae | \| \| Istiodactylus \| \| \| \| \| \| Liaoxipterus \| \| \| \| |
|                 | \| \| Istiodactylus \| \| \| \| \| \| Liaoxipterus \| \| \| \| |
|                 | Istiodactylus                                                  |
|                 |                                                                |
|                 | Liaoxipterus                                                   |
|                 |                                                                |

|  | Istiodactylus |
|  |               |
|  | Liaoxipterus  |
|  |               |

|  | Haopterus    |
|  |              |
|  | Mimodactylus |
|  |              |

|                 | Nurhachius                                                     |
|                 |                                                                |
| Istiodactylinae | \| \| Istiodactylus \| \| \| \| \| \| Liaoxipterus \| \| \| \| |
|                 | \| \| Istiodactylus \| \| \| \| \| \| Liaoxipterus \| \| \| \| |
|                 | Istiodactylus                                                  |
|                 |                                                                |
|                 | Liaoxipterus                                                   |
|                 |                                                                |

|  | Istiodactylus |
|  |               |
|  | Liaoxipterus  |
|  |               |

|                 | Nurhachius                                                     |
|                 |                                                                |
| Istiodactylinae | \| \| Istiodactylus \| \| \| \| \| \| Liaoxipterus \| \| \| \| |
|                 | \| \| Istiodactylus \| \| \| \| \| \| Liaoxipterus \| \| \| \| |
|                 | Istiodactylus                                                  |
|                 |                                                                |
|                 | Liaoxipterus                                                   |
|                 |                                                                |

|  | Istiodactylus |
|  |               |
|  | Liaoxipterus  |
|  |               |